# Ölstein
Ein Ölstein ist ein Abziehstein und wird zum Schärfen von Klingen und Werkzeugen verwendet, wie zum Beispiel von Schnitzmessern, Hobelmessern, Stechbeiteln und Schabern. Ölsteine sind feine, harte Schleifsteine für den Endabzug, die glätten und der Schneide die letzte Schärfe geben. Dazu gibt man Petroleum, Weißöl oder ein anderes dünnflüssiges, nicht verharzendes Öl auf die Oberfläche des Ölsteins. Ein Ölstein wird normalerweise mit Öl benutzt, manche Ölsteine können aber je nach Qualität und Einsatzzweck alternativ auch mit Wasser oder trocken benutzt werden.
Ölsteine aus verschiedenen natürlichen Gesteinen oder aus synthetischen Materialien gibt es in vielen verschiedenen Körnungen, synthetische Ölsteine auch mit zwei unterschiedlichen Körnungen.
Die Arkansas-Ölsteine kommen aus Steinbrüchen im US-Bundesstaat Arkansas und bestehen zu annähernd 100 Prozent aus Silikat. Der Rest setzt sich aus Spuren von Bauxit, Calcium und Magnesium zusammen. Dieser Stein ist sehr hart, so dass auch gegen die Schneide geschliffen werden kann, ohne dass sich der Stahl eingräbt.